# Transformers: The Headmasters
Transformers: The Headmasters (トランスフォーマー ザ★ヘッドマスターズ, Toransufōmā za Heddomasutāzu) is een Japanse animeserie gebaseerd op de speelgoedlijn Transformers. De serie is de eerste van vier series die een vervolg zijn op de originele televisieserie.

## Ontwikkeling
De Amerikaanse Transformers-serie werd ook uitgezonden in Japan. Maar in plaats van de driedelige aflevering The Rebirth uit seizoen 4 van die serie als afsluiting te beschouwen, besloot Takara (de Japanse producer van de Transformers speelgoedserie) de serie voort te zetten met een nieuwe serie. Dit werd Transformers: The Headmasters.
Deze nieuw serie van 35 afleveringen negeerde de laatste drie afleveringen van de originele serie. De serie speelt zich af 1 jaar na de terugkeer van Optimus Prime aan het einde van het derde seizoen van de originele serie.
De serie introduceerde ook de Headmasters. Deze wezens kwamen ook al voor in enkele Amerikaanse Transformers-strips. Echter, daar waar de Amerikaanse Headmasters een fusie van een Transformer met een organisch buitenaards wezen waren, waren de Japanse Headmasters een groep van kleine Cybertronians die de planeet miljoenen jaren geleden verlieten en op de planeet Master neerstortten.

## Verhaal
Wanneer een groep rebelse Headmasters geleid door Weirdwolf zich aansluiten bij Galvatron’s troepen voor een aanval op Cybertron, keren de Autobot Headmasters terug naar hun planeet om deze te verdedigen. De Autobot Headmasters worden aangevoerd door Fortress. Al snel blijkt dat Vector Sigma, de computer in hart van de planeet, aan het destabiliseren is. Optimus Prime offert wederom zijn leven op om de planeet te redden. Hij vertraagd het onvermijdelijke enkel, en Cybertron wordt onleefbaar.
Terwijl Rodimus Prime op zoek gaat naar een nieuwe planeet voor de Transformers omop te wonen, geeft hij Fortress het bevel over de troepen op de planeet Athenia. Galvatron, die omgekomen is bij de vernietiging van Cybertron, wordt opgevolgd door Scorponok.
Hoewel de serie vooral nieuwe personages bevat, kwamen er ook personages uit alle vorige seizoenen in voor waaronder nieuwe versies van Soundwave en Blaster. De mens Daniel Witwicky en zijn jonge autobotvriend Wheelie spelen ook grote rollen in de serie. Ze dienen in de serie vooral als jonge bijpersonages waar de kijker zich mee kan identificeren.
Later in de serie keerde Galvatron terug, maar hij werd weer vernietigd, ditmaal door de Autobot Headmasters.

## Bewerkingen
De serie werd nooit professioneel uitgebracht in de Verenigde Staten. Wel werd de serie in het Engels nagesynchroniseerd in Hongkong voor uitzendingen op de Maleisische televisiezender RTM 1, en later het Singaporese satellietstation StarTV. De nasynchronisatie is echter berucht voor zijn slechte kwaliteit. De nasynchronisatie werd uitgebracht op een paar dvd’s in het Verenigd Koninkrijk.

## Afleveringen
1. Four Warriors Come Out of the Sky
2. The Mystery of Planet Master
3. Birth of Double Convoy!
4. Operation: Cassette
5. Rebellion on Planet Beast
6. Approach of the Demon Meteorite
7. The Four Million Year Old Veil of Mystery
8. Terror of the Six Shadows
9. Seibertron is in Grave Danger: Part One
10. Seibertron is in Grave Danger: Part Two
11. Scorponok, The Shadow Emperor
12. The Dormant Volcano Mysteriously Erupts
13. Head On, Fortress Maximus
14. Explosion on Mars!! Maximus is in Danger!
15. Explosion on Mars!! Megazarak Appears!
16. The Return of the Immortal Emperor
17. SOS From Planet Sandra
18. The Most Important Thing in the World
19. Battle to the Death on the Beehive Planet
20. Tide-Turning Battle on the False Planet
21. Find Megazarak's Weak Spot
22. Head Formation of Friendship
23. Mystery of the Space Pirate Ship
24. The Death of Ultra Magnus
25. The Emperor of Destruction Vanishes on an Iceberg
26. I Risk My Life for Earth
27. The Miracle Warriors- The Targetmasters: Part One
28. The Miracle Warriors- The Targetmaster: Part Two
29. The Master Sword is in Danger
30. The Zarak Shield Turns the Tide
31. Operation: Destroy the Destrons
32. My Friend Sixshot!
33. Duel on the Asteroid
34. The Final Showdown on Earth: Part One
35. The Final Showdown on Earth: Part Two

## Cast
- Ikuya Sawaki ... Fortress Maximus
- Hideyuki Hori ... Chromedome
- Masashi Ebara ... Spike, Scattershot, Computron, Pounce
- Tessho Genda ... Convoy
- Banjo Ginga ... Scorponok, Mega Zarak
- Masato Hirano ... Hardhead, Meister
- Michihiro Ikemizu ... Sixshot, Doublecross, Triggerhappy, Platina Tiger
- Hiroya Ishimaru ... Hot Rodimus, Rodimus Convoy
- Seizo Kato ... Galvatron, Devastator
- Yoko Kawanami ... Arcee
- Kazue Komiya ... Wheelie
- Issei Masamune ... Soundblaster, Narrator, Soundwave
- Yuji Mikimoto ... Blanker, Apeface
- Katsuji Mori ... Weirdwolf
- Keiichi Nanba ... Twincast, White Leo, Broadcast
- Tomomichi Nishimura ... Steeljaw, Cyclonus, Misfire, Predaking, Razorclaw
- Sanshiro Nitta ... Highbrow
- Kei'ichi Noda ... Shôki, Raiden
- Kazuo Oka ... Getsuei, Snapdragon, Fastlane
- Hochu Otsuka ... Crosshairs, Pounce, Wingspan, Big Serow, Ultra Magnus
- Osamu Saka ... Kup, Metroplex
- Hiroyuki Sato ... Flywheels
- Tomiko Suzuki ... Daniel
- Kazumi Tanaka ... Suiken, Kirk
- Ryoichi Tanaka ... Brainstorm
- Naoki Tatsuta ... Mindwipe
- Koji Totani ... Skullcruncher
- Ken Yamaguchi ... Slugslinger, Goldar, Blurr